# سوگواری محرم
سوگواری محرم، عزاداری‌ها و یادبودهایی است که به مناسبت کشته‌شدن حسین بن علی و جمعی از یارانش که در سال ۶۱ هجری قمری در واقعه کربلا روی داد، انجام می‌شود.
سوگواری برای حسین و دیگر یارانش از روز نخست محرم آغاز می‌شود و در ظهر عاشورا به اوج می‌رسد. در غروب و شامگاه عاشورا، این سوگواری تحت عنوان مراسم شام غریبان ادامه پیدا می‌کند. در روز ۱۲ محرم نیز مراسم سوم حسین انجام می‌شود. این نوع مراسم‌ها در روز ۱۶ محرم با هفتم حسین و ۲۰ صفر با نام «اربعین» ادامه پیدا می‌کند. البته سوگواری برای حسین مختص ماه محرم نمی‌شود و در دیگر روزهای سال نیز با توجه به فرهنگ و رسم هر منطقه انجام می‌شود. مراسم سوگواری سومین امام شیعیان از دیدگاه شیعه اهمیت بسیاری دارد و انجام آن عبادت است.
سوگواری محرم در جاهای مختلف به صورت‌های گوناگون انجام می‌شود. سوگواری محرم علاوه بر ابعاد مذهبی، ابعاد سیاسی و اجتماعی نیز دارد.
برخی اسطوره‌شناسان و پژوهشگران با تأکید بر تداوم آیین‌ سوگ سیاوش می‌گویند که این آیین‌ پس از اسلام بخش مهمی از سوگواری‌ محرم و رویداد عاشورا را شکل می‌دهد.

## پیشینه

### ریشه های قبل از اسلام
شواهد فراوانی وجود دارد که در ایران پس از اسلام عمده مراسم عزاداری، به ویژه سوگ آئین غیررسمی تحت تأثیر آئین سوگ سیاوش بوده و آثار آن تا امروز باقی است. در این میان هر چه به حوزه آمودریا نزدیک تر شویم، سوگ آئین‌ها به آئین سوگ سیاوش نزدیک ترند ولو این که سوگمند یا آئین ورز، مثلاً تیمور گورکانی باشد. دورترین اثر مستقیمی که از سیاوشان می‌توان دید بین عرب‌های شیعه در عراق است که سوگ امام سوم خویش، به ویژه زنان، سر و سینه را برهنه و موها را افشان می‌کنند، زاری کنان بر سر و سینه می‌زنند وتا دیری موی خود را کوتاه نمی‌کنند. در بین اهل تسنن اساساً چنین رسم هائی وجود ندارد و این نشان می‌دهد که حتی در بین‌النهرین آداب بازمانده سوگ، ایرانی است یا بهتر بگوئیم صرفاً از دوره اسلامی ایران اثری دارد. کهن‌ترین یادگارهای سوگ سیاوش در دوره اسلامی یکی سوگ آئین‌های آسیای مرکزی، مخصوصاً در بخارا است و دیگری کارهای عبدالرحمن ابومسلم خراسانی در استفاده از این آئین در تجهیز ایرانیان علیه حکومت عربی. به این ترتیب یک قیام بزرگ که منجر به حکومت بنی عباس شد، با یک شعار ایرانی (رنگ اسپ سیاه سیاوش)، هویت یافت و به نتیجه رسید. از آنجا که این نهضت در خراسان و یکی از مراکز مهمی صورت گرفت که در آن آئین سیاوش کاملاً شناخته بود (مرو)، رنگ ایرانی ماجرا و اثر سوگ آئین در شکل‌گیری و پیروزی آن بی تأثیر نبوده‌است. می‌دانیم که جامه نیلی کردن که بعدها سیاه پوشی و سیاه جامگی شده‌است، از آئین سیاوش گرفته شده‌است.

### پس از اسلام
ابن اثیر در الکامل فی التاریخ، دربارهٔ نخستین سوگواری رسمی-اجتماعی در رویدادهای سال ۳۵۲ق نوشته‌ است که معزالدوله دیلمی در بغداد دستور داد که «مردم در روز عاشورا دکان‌هایشان را ببندند، خرید و فروش در بازارها را لغو کنند، زاری کنند، گنبدها و مزارها را آماده سازند، زنان موهایشان را چاک کنند و سر روی را سیاه‌پوش کنند… و این نخستین روزی بود که برای حسین زاری شد.»

## در کشورهای اسلامی

### ایران

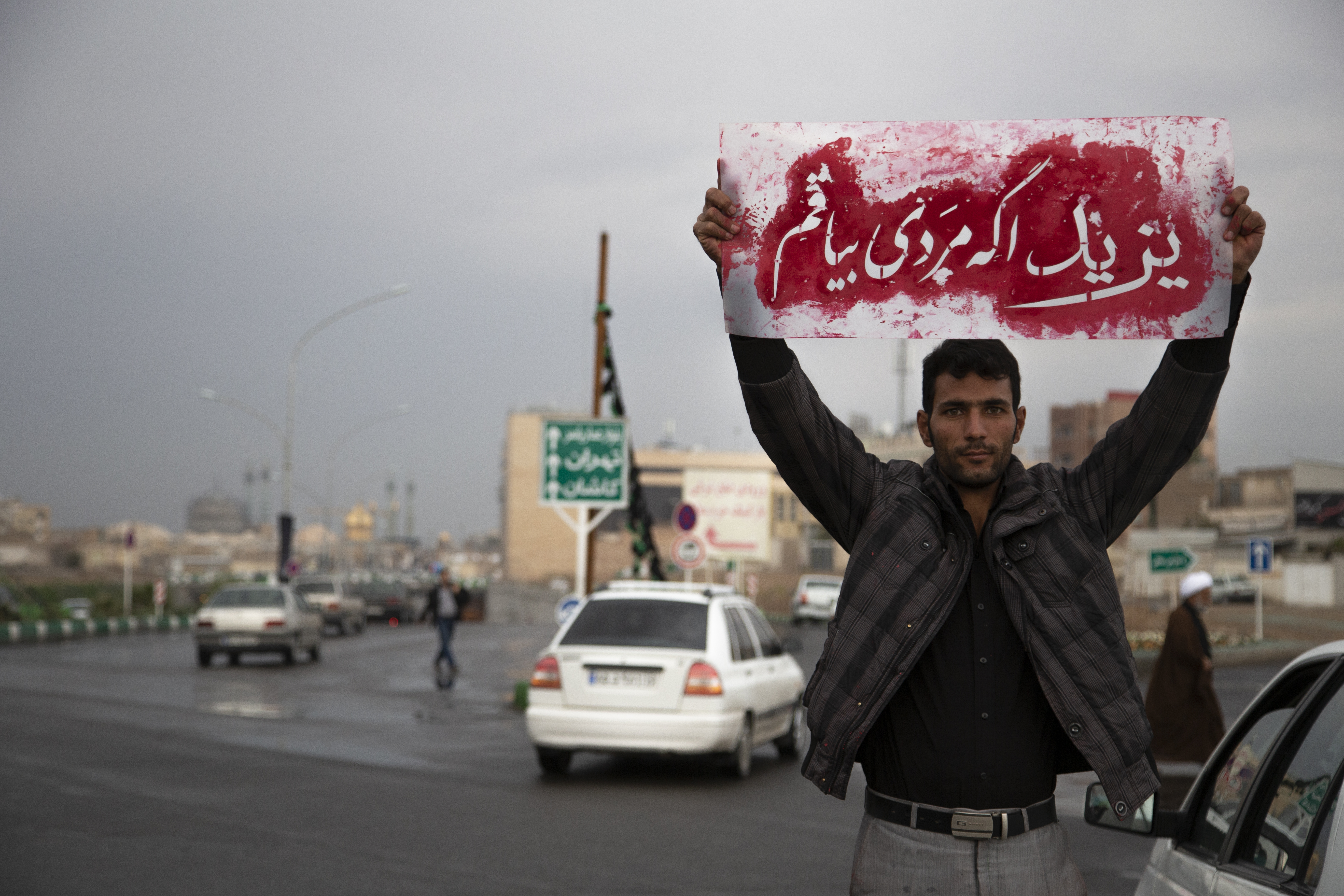
شابلون زدن بر روی ماشین ها در ماه محرم، ایران

در روزهای عزاداری محرم چهره شهرهای بزرگ و کوچک ایران به صورت چشمگیری تغییر می‌کند و سیاهپوش می‌شود. بیرق‌ها و علم‌های سیاه و گاه سبزرنگ بر در و بام تکایا، مساجد، خانه‌ها، مؤسسات، ادارات و معابر افراشته می‌شود. زن و مرد و پیر و جوان سیاه می‌پوشند و خصوصاً در ظهر عاشورا برخی چهره‌ها و موهایشان را گِل‌آلود می‌کنند. در این روزها زنان و مردان و به ویژه جوانان در مساجد و معابر و تکایا جمع می‌شوند به سر و سینه خود می‌کوبند تا عزا برپا دارند و با کشته‌شدگان واقعه کربلا که چهارده قرن پیش در صحرای کربلا رخ داد ابراز همدردی کنند.
با آنکه شهر چهره ای پُرآشوب دارد و پر از مردانی است که با زنجیر و دست به سر و سینه خود می‌کوبند، اما آنچه گویتیسولو را به شگفت می‌آورد، مشاهده انبوه مردمانی است که از زن و مرد، پیر و جوان، بزرگ و کوچک، با مهربانی و همدلی در کنار هم سوگواری می‌کنند. او می‌نویسد مردمان در این دو سه روز با یکدیگر از زمان‌های دیگر مهربان‌ترند و همدل‌تر.
در ایران روضه‌ها بیشتر در ماه‌های محرم و صفر برگزار می‌شوند. معمولاً هر مجلس روضه از دو بخش زنانه و مردانه تشکیل می‌شود. برخی روضه‌ها ممکن است کاملاً زنانه باشند و گاه کاملاً مردانه. مجلس روضه ممکن است در خانه تشکیل شود یا در تکیه‌ها، مساجد و حسینیه‌ها برپا شود.
- مراسم علم گردانی

یکی از انواع عزاداری است که در شهرهایی از ایران مانند بشرویه، میناب و… انجام می‌شود
در بشرویه این مراسم قدمتی ۴۰۰ساله دارد و از سال‌ها پیش در حسینیه حاج علی اشرف انجام می‌شده این مراسم با نوای حسین حسین و چرخاندن علم‌ها
در دور حسینیه انجام می‌شود و جمعی از سادات در جلو علم‌ها حرکت می‌کنند این مراسم هرساله از شب پنجم محرم تا روز عاشورا انجام می‌شود.

### عراق
- رکضه طویریج

در این عزاداری، عزاداران با پای برهنه از طویریج -شهری در نزدیکی کربلا- حرکت می‌کنند و در حالی که هروله‌کنان شعار «لبیک یا حسین» می‌گویند و با دست بر سر و صورت خود می‌زنند، خودشان را به حرم حسین بن علی می‌رسانند و پس از زیارتی کوتاه مدت که چند دقیقه ای بیشتر طول نمی‌کشد، محل را ترک می‌کنند. این مراسم پیش از نماز ظهر و عصر از منطقه طویریج آغاز شده، به گونه‌ای که عزاداران نماز را در میانه راه و در نزدیکی خیمه‌گاه اقامه کرده و پس از خاموش کردن خیمه‌های آتش گرفته، خود را دوان دوان و هروله‌کنان به حرم حسین بن علی می‌رسانند.
طویریج که نام دیگر آن «هندیه» است نام منطقه‌ای در ۱۰ کیلومتری کربلاست که در زمان قیام حسینی محل سکونت قبیله بنی اسد بوده و عزاداران حسینی در کربلا به رسم دیر رسیدن این قبیله در عصر عاشورا به کربلا، مراسم عزاداری خود را از این منطقه آغاز می‌کنند.
- مشق شمشیر

«مشق شمشیر» آیین سنتی عزاداری اهالی نجف است که بنا به تاریخ در شب عاشورا، حبیب ابن مظاهر اسدی، برای آرام کردن زینب به همراه عباس بن علی و یارانی که برای دفاع از دین و امامشان مانده بودند، به سمت خیمه گاه حسین رفتند. حبیب ابن مظاهر فریاد زد: «ای گروه بانوان و حرم‌های رسول خدا این شمشیرهای جوانمردان شماست که سوگند یاد کرده‌اند در غلاف نکنند مگر اینکه گردن دشمنان را بزنند و این نیزه‌های جوانان شماست که قسم خورده‌اند به زمین نیفکنند مگر اینکه به سینه‌های دشمن فروکنند».
- مشعل گردانی

مشعل گردانی یکی از قدیمی‌ترین عزاداری‌های سنتی ویژه اهالی نجف به‌شمار می‌رود و شرکت کنندگان به صورت نمادین برای یاری سید الشهدا اعلام آمادگی می‌کنند. مشعل گردانی از شب هشتم محرم شروع شده و تا شب عاشورا ادامه دارد.
در این مراسم، ۲۰ تا ۴۰ مشعل بر روی یک چوب بلند و باریک نصب شده و هر مشعل به شیوه سنتی با استفاده از پارچه‌های ضخیم و پشمی و با نفت سیاه یا گازویل روشن می‌شود. سپس افراد تنومند یا قد بلند هیئت این مشعل را بر دوش خود حمل می‌کنند و به همراه دسته‌های عزاداری به سمت حرم علی بن ابی‌طالب حرکت می‌کنند. در جلو و پشت هر مشعل هم دو نفر حامل مشعل را کمک می‌کنند تا مشعل نیفتد یا کسی آسیب نبیند. دور هر مشعل بین ده تا بیست نفر شمشیر به دست به صورت نمادین به پایکوبی پرداخته که گویی خود را برای جنگ با دشمنان آماده می‌کنند و شعار سر می‌دهند. در جلوی هر یک از مشعلها چند نفر پرچم‌های بلند سیاه و قرمز با شعار یا حسین را به اهتزاز درمی‌آورند. طبل و سنج از بخشهای مهم آیین مشعل گردانی است و طبلها در وسط عزاداران با ضرب آهنگی سریع و تند نواخته می‌شوند و عزاداران و مشعل گردانها را به هیجان بیشتر وامی‌دارند.

### هند
محرم یک تعطیلی رسمی در هند و شروع سال اسلامی است. این روز برای بسیاری از کارمندان تعطیل هستند. بعضی از مردم شروع سال جدید اسلامی را با آتش بازی جشن می‌گیرند.
مسلمانان اهل سنت در روز عاشورا روزه میگیرند زیرا آن را دستوری از سوی پیامبر می‌دانند.
آنها ممکن است جلسات مخصوص دعا در منازل یا مساجد داشته باشند. همهٔ مسلمانان این مراسم را اجرا نمی‌کنند و در این مناسبت رفتار مشابه ندارند. بعضی از مسلمانان ماه محرم را به خاطر جنگ و حادثهٔ کربلا، ماه عزاداری می‌دانند.
پولیکالی که با نام رقص ببر هم معروف می‌باشد، گوشه‌ای از مراسم محرم در ایالت کرالا ست. بعضی از مسلمان‌ها بدنشان را به شکل ببر نقاشی می‌کنند و ماسک می‌زنند و در خیابان رژه می‌روند، می‌خوانند و می‌رقصند و حرکات ببر را تقلید می‌کنند. احتمالاً آنها با این کار می‌خواهند به صورت خیالی، تصویری از شجاعت حسین را به نمایش بگذارند (به نظر می‌رسد منظور اعتقاد به این واقعه باشد که حتی حیوانات عزادار حادثهٔ کربلا بودند. در شهرستان مهریز یزد شاهد گونه‌ای از این عزاداری هستیم که مردی در جلد شیر فرومی‌رود و با ماشین دور تا دور حسینیه چرخانده می‌شود در حالی که کاه بر سر می‌پاشد. باید در نظر گرفت واژهٔ رقص الزاماً به معنای آیینی برای شادمانی نیست).
رویدادهای دیگر که در ده روز اول محرم رخ می‌دهند عبارتند از:
رژه همراه ماکتی از آرامگاه حسین
گردهمایی که در آن مردان جوان برای سوگواری، خودرا با زنجیر و چوب می‌زنند {مراسم سینه زنی، زنجیر زنی}
پخش کردن خوراکی بین فقیران
وعده‌های خوراکی در مساجد و مراکز اجتماعی {نذری}
بعضی از این رویدادها در جهان اسلام مورد بحث است. محرم {ممکن است منظور روز عاشورا باشد. چون در تقویم هند تعطیل است اما مردم برای روز عاشورا نیز از واژهٔ محرم استفاده می‌کنند}, عمدتاً یک تعطیلی اسلامیست اما مردم از سایر ادیان نیز ممکن است در این مراسم شرکت کنند یا شاهد فعالیتها باشند.
روز اول محرم در هند تعطیلی رسمی ست بنابرین ادارات دولتی، دفاتر پست و بانکها تعطیل هستند. ممکن است مغازه‌ها و کار و بار و سایر نهادهای اسلامی، تعطیل باشند یا ساعات کار را کاهش دهند. مردمی که مایل به استفاده از وسایل حمل و نقل عمومی هستند ممکن است نیاز باشد که جدول زمانی را با مسئولان محلی هماهنگ کنند. نماز جماعت و مراسم دعا، رژه و راهپیمایی در این روز ممکن است باعث ترافیک شدید خصوصاً در مناطق مسلمان نشین شود.
در میان شیعیان هند مراسمی معمول است که ممکن است در نواحی مختلف، جزئیاتی متفاوت داشته باشند. به محض ظاهر شدن ماه جدید، مردم هر سال در مکان‌های دائمی (که در جنوب هند به عاشور خانه معروف است) گرد هم می‌آیند. آنها بعد از خوردن شربت (نوشیدنی شیرین و خنک), یا برنج {منظور نذری ست} با نام حسین فاتحه می‌خوانند. نوشیدنی خنک به معنای یادآوری مؤمنان از تشنگی حسین و خانواده و همراهانش هست که رنج برده‌اند. بعد خوراک و نوشیدنی بین مردم خصوصاً فقرا پخش می‌شود. در بعضی مکان‌ها هر روز غروب مردم گودالی حفر می‌کنند و درونش آتش روشن می‌کنند و دورش با چوب یا شمشیر حفاظ می‌سازند. یا دورتا دور این گودال می‌دوند و فریاد می‌زنند
عاشور خانه معمولاً با پارچه‌های سیاهی که روی آن آیات قرآن نوشته شده تزئین می‌شود. درون عاشور خانه تابوت‌ها و سازه‌های چوبی قرار دارد که با ورق‌های نقره‌ای، کاغذهای رنگی و زرق و برق دار پوشش داده شده. آنها با تخیل و احساس هنری ساخته شده‌است و به منظور نشان دادن آرامگاه حسین، در دشت کربلا، یا مقبره پیامبر در مدینه یا حتی تاج محل در اگرا بنا شده. در کنار آن‌ها وسایل جنگی قرار دارد که متصور هستند امام حسین در کربلا از آنها استفاده کردند. مثل عمامه (از طلا)، یک شمشیر، سپر، تیر و کمان
همچنین تعدادی علم یا علامت در اشکال گوناگون وجود دارد که هر کدام معنی مخصوص خود را دارند. اغلب علم‌ها شکل یک دست را در راس خود دارند. این علامت از آنجایی محبوب است که به پنج تن از اعضای خانوادهٔ پیامبر اشاره دارد: محمد، علی، فاطمه، حسن و حسین
به یاد کربلا
هر روز عصر مردم در عاشور خانه یا منازل خود گرد هم می‌آیند. این مجالس، یادآور قدم به قدم وقایع کربلاست. از زمانی که امام حسین دعوت کوفیان را دریافت کرد تا زمانی که شهید شد. ذاکر خطابه‌ای را برای اعضای مجلس می‌خواند و مرثیه گوها اشعاری را که حوادث کربلا را به یاد می‌آورد، قرائت می‌کنند. این وقایع به‌طور هنرمندانه‌ای بی رحمی یزیدیان که امام حسین، خانواده و همراهانش را کشتند روایت می‌کنند. این مراثی شامل نوحه (اشعار درد و رنج) همراه با سوز خوانده می‌شوند تا احساسات شنوندگان را برای ندبه و گریستن تحریک کنند. مؤمنان از جا برمی‌خیزند و با اندوه سینه می‌زنند و فریاد می‌زنند: یا حسن، یا حسین. در عین حال یزید، خلیفه‌ای که باعث کشته شدن امام حسین شد، نفرین می‌شود.
دسته‌ها و مراسم دیگر
از هفتم تا دهم محرم مراسمی برگزار می‌شود که در بزرگداشت پسر حسن، قاسم هست. قاسم، در حالی کشته‌شد که تازه داماد بود. همراه با هیئتی که در صفوف منظم می‌روند، اسب سفیدی (دلدل یا ذوالجناح) می‌رود که نشانهٔ مرکب امام حسین هست. یا اشاره به اسب عروس قاسم دارد. قاسم دقیقاً قبل از حادثهٔ کربلا با دختر امام حسین (فاطمه صغرا) ازدواج کرده بود. به خاطر همین مردم مکرراً فریاد می‌زنند:عروس! داماد! عروس! داماد!
در روز هشتم نیزه‌ای به حرکت در می‌آید در حالی که سر حسین را حمل می‌کند. این کاراشاره به واقعه‌ای دارد که به دستور یزید سرها را بر نیزه کردند.
به علاوه تابوتهایی از امام حسن، امام حسین و قاسم حمل می‌شوند. تمام مدت مردم سینه می‌زنند و می‌گویند: حسن! حسین! بعضی مواقع این کار متوقف می‌شود و گروهی از مردان و پسران با نیم تنهٔ برهنه و با دسته‌های تیغ خودشان را می‌زنند که خون از پشتشان جریان میابد {قمه زنی} یا گروهی بزرگ تشکیل می‌شود که در حالی که به شدت بر سر و سینه می‌کوبند، همراه هم داد می‌زنند: یا حسن! یا حسین!
رسم است که تابوت‌ها و علم‌های سبز (علامت‌های ارتش حسین، تزئین شده با نقره، طلا و برنج) در صفوف منظم توسط مردان پابرهنه که سینه می‌زنند، مرثیه می‌خوانند و گاهی اوقات برای ابراز غم و اندوه خود، خودزنی می‌کنند، حمل می‌شوند. این پروسه در طول ماه محرم ادامه دارد و در روز دهم ماه، که روز عاشورا نام دارد، به اوج خود می‌رسد.
روز دهم، عاشوراست. در این روز تابوتها را در آب می‌اندازند یا در گودالی که به این منظور و به نام کربلا حفر کرده‌اند، به صورت دسته جمعی دفن می‌کنند. در غروب دوازدهم مردم تمام شب را بیدار می‌مانند و برای بزرگداشت حسین قرآن و مرثیه می‌خوانند.
روز آخر مقداری خوراکی تهیه می‌شود و بعد از خواندن فاتحه آن را به فقرا می‌دهند. با این امور خیر، مراسم محرم پایان میابد.

## نگارخانه

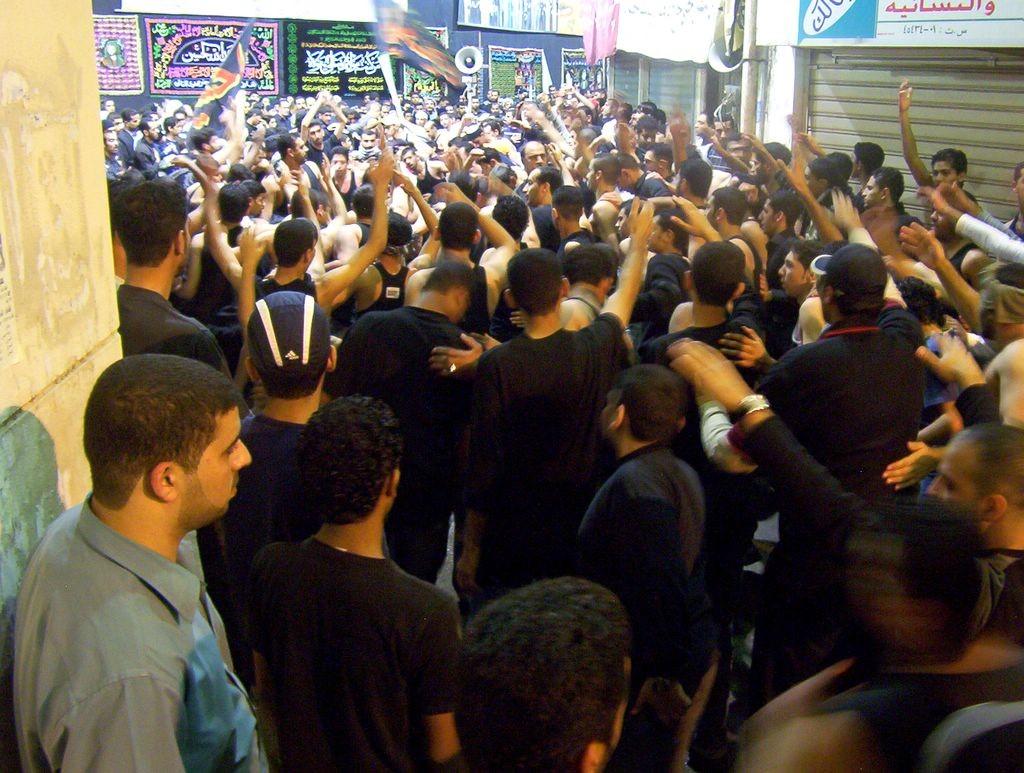
بحرین
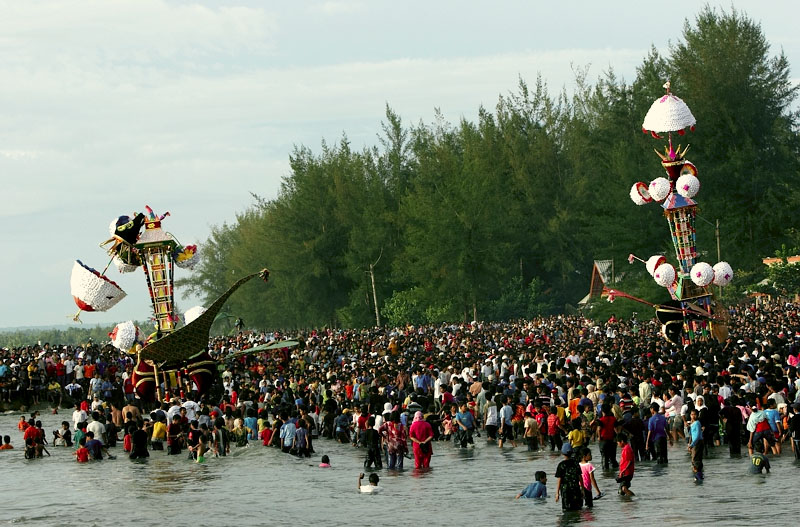
اندونزی
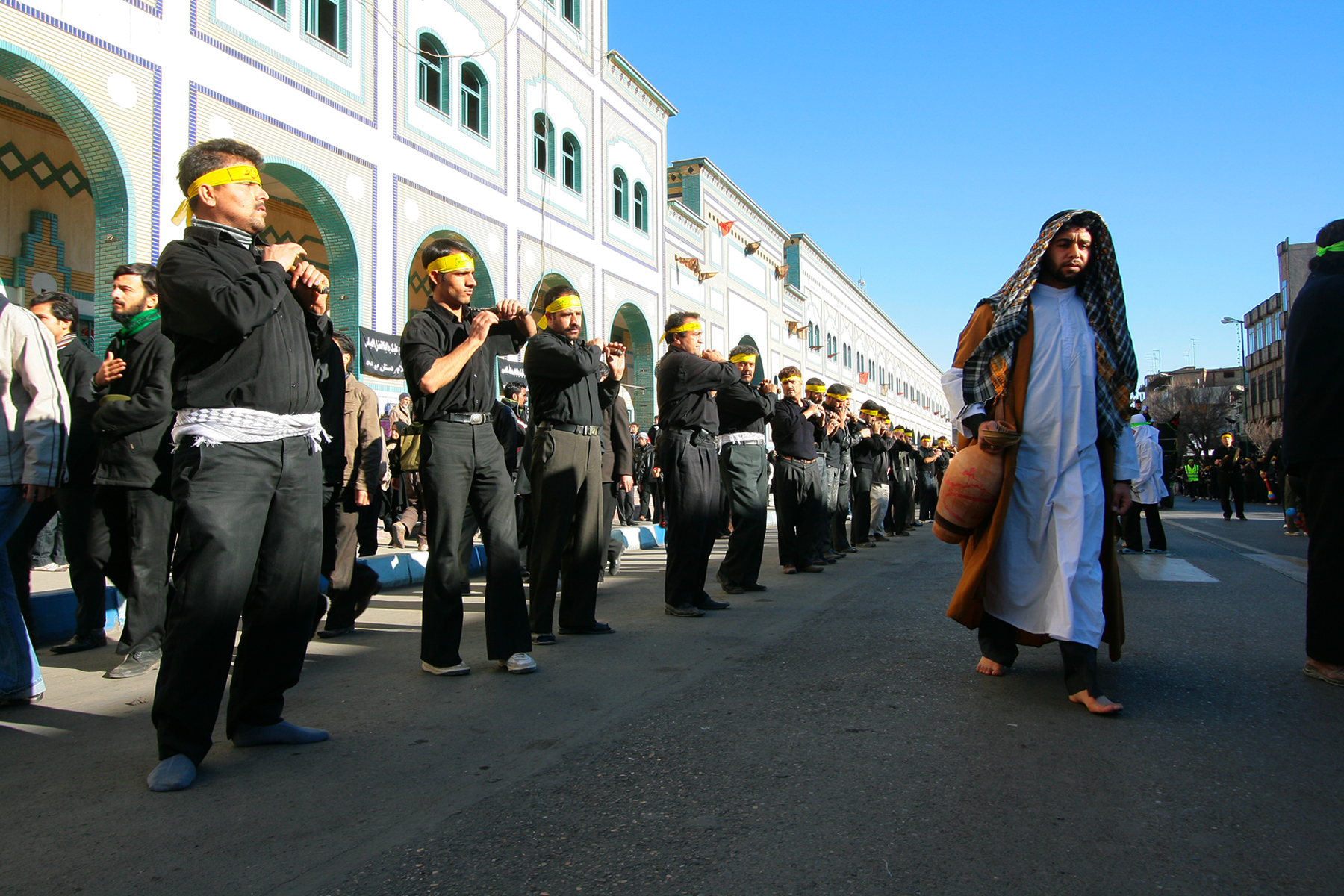
عزاداری محرم در قم
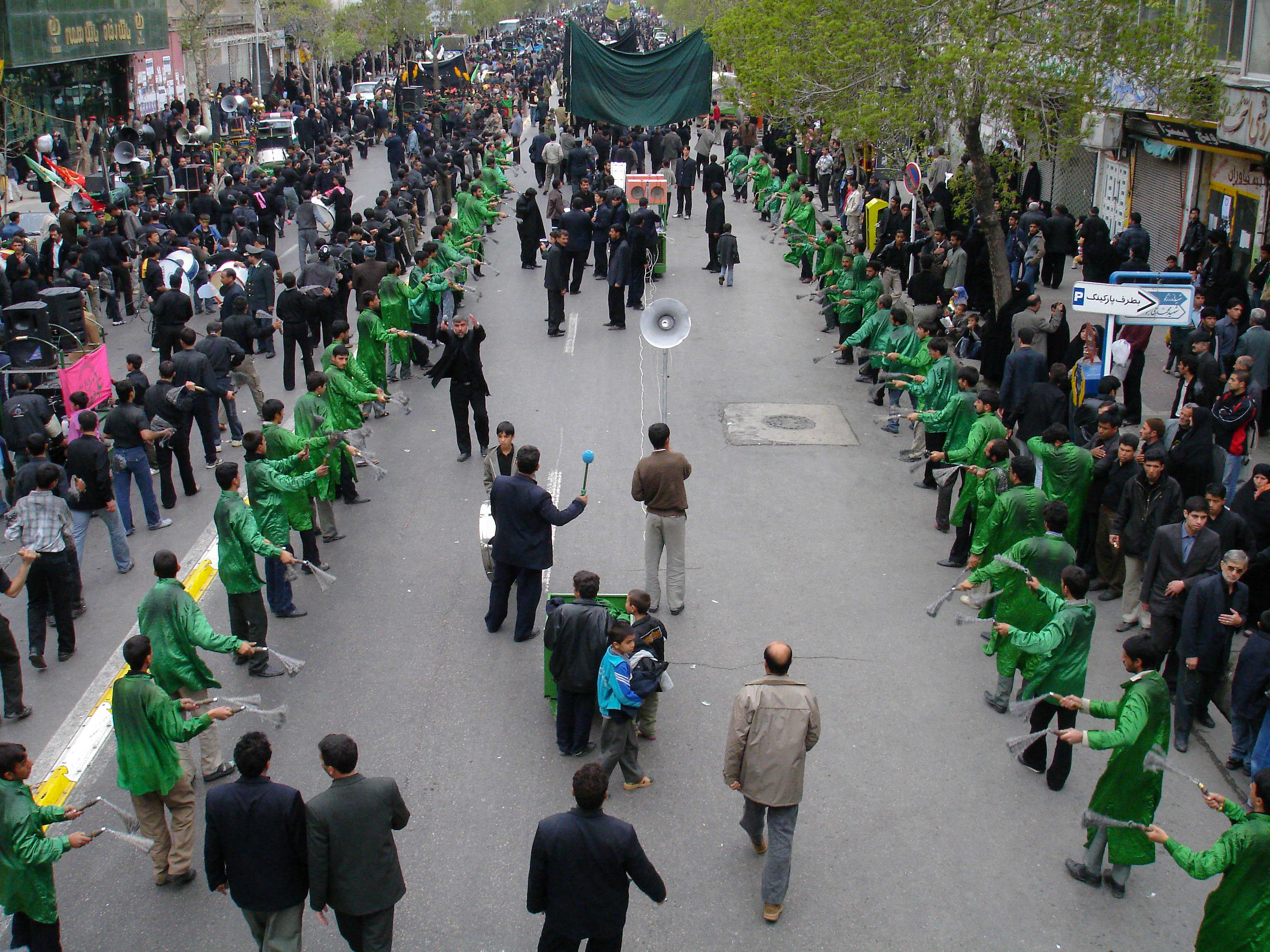
عزاداری شیعیان در مشهد